# Hidrogensulfit de sodi
L'hidrogensulfit de sodi o bisulfit de sodi és un compost químic inestable d'alt poder reductor i que quan reacciona amb l'oxigen es transforma en sulfat de sodi. S'utilitza a la indústria alimentària, en especial als vins, a la qual figura en l'etiquetatge de la Unió Europea com a E-222.

## Usos
És un excel·lent reductor i prevé l'oxidació actuant com a "màrtir". S'utilitza per a minvar i prevenir la corrosió a sistemes de transport hidràulic d'aigües. També se sol utilitzar com a additiu alimentari com conservant (antioxidant) a begudes alcohòliques i vins en particular, productes a base de pa o de patata, en aliments dessecats i sucs i conserves de fruita. A les etiquetes figura com a E-222. Als laboratoris de fotografia s'usa per reduir l'excés d'hipoclorit d'algunes solucions del revelat. Forma part del reactiu de Schiff que s'utilitza en laboratoris d'anàlisi química i histològica.

## Nutrició
Una persona sana no hauria d'ingerir més de 0,7 mil·ligrams d'hidrogensulfit de sodi per quilogram del seu pes personal. Totes les persones amb intolerància als sulfits l'haurien d'evitar. En contacte amb àcids pot alliberar gasos tòxics.